# تئاتر آپولو
تئاتر آپولو (انگلیسی: Apollo Theater) یک سالن اجرای نمایش و موسیقی در منهتن، نیویورک است.
این سالن که دارای ۱۵۰۶ نفر ظرفیت می‌باشد در سال ۱۹۱۴ تأسیس شده و در سال ۱۹۳۴ به شکل کنونی برای آمریکایی‌های آفریقایی‌تبار تغییر کرده است.

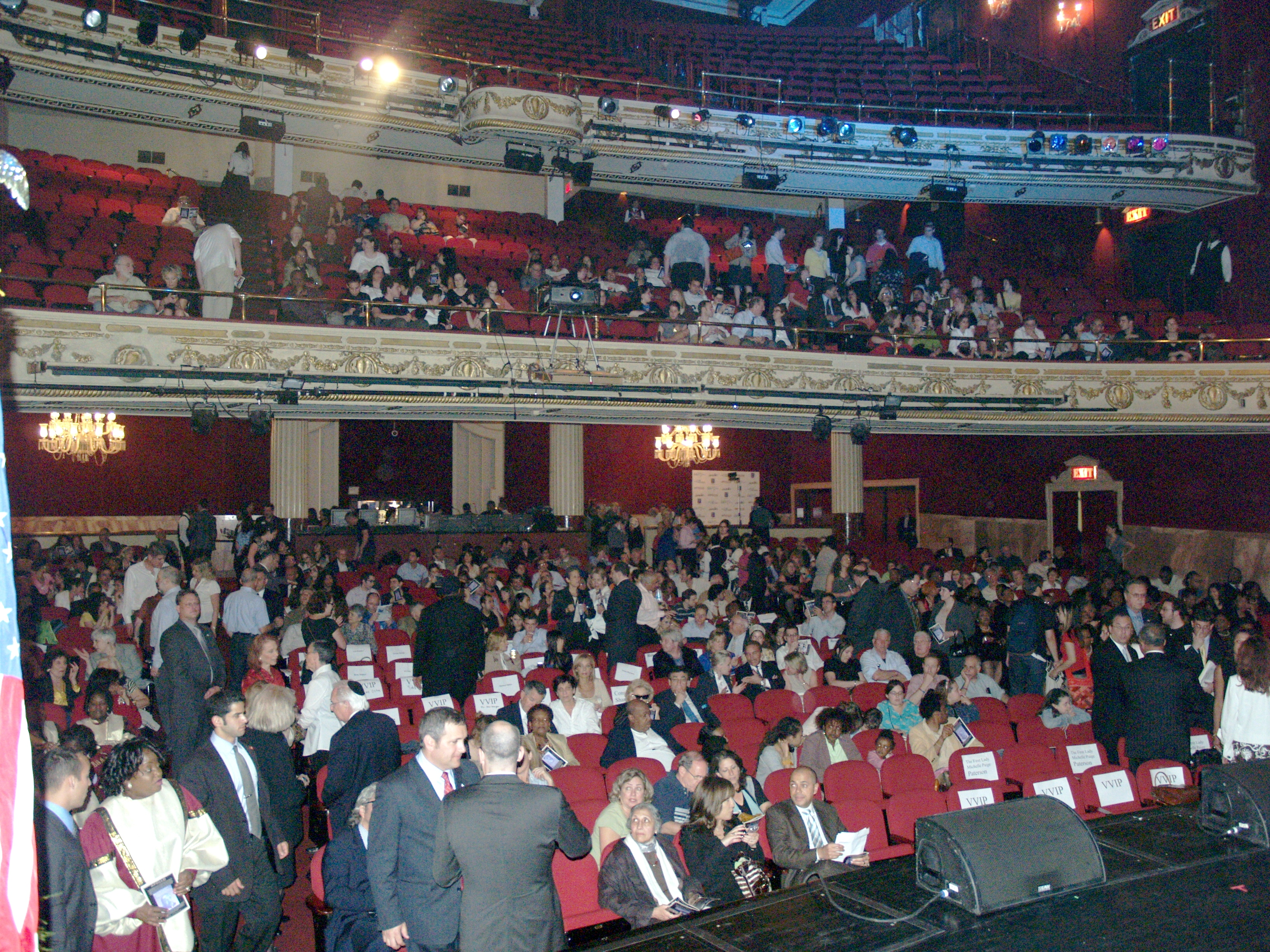
نمایی از سالن از بروی جایگاه اصلی